# أي.أر. رحمان
الله ركها رحمان (مواليد 6 يناير 1967) هو ملحن، مغني وكاتب أغاني، منتج موسيقي، وعازف متعدد هندي. في عام 2009، وضعت مجلة التايم رحمان في قائمة الأشخاص الأكثر تأثيرا في العالم. هو مؤلف موسيقى أفلام هندي مشهور. ظهر لأول مرة كمؤلف موسيقي مع فيلم Roja من إخراج ماني راتنام. قام بتأليف الموسيقى للعديد من الأفلام اللغوية مثل الهندية والتاميلية والإنجليزية وما إلى ذلك. وهو معروف باسم Ozhipuyal. حصل على جوائز مرموقة مثل جائزة الأوسكار، وجائزة جولدن جلوب، وجائزة بافتا، وجائزة الفيلم الوطني. حصل على أوسكار عن موسيقاه عن الفيلم الإنجليزي Slumdog Millionaire ، أحد أفلام هوليوود. كما حصل على جائزة Golden Globe لعام 2008 وجائزة BAFTA لموسيقى الفيلم. كما أنه أول هندي يحصل على هاتين الجائزتين. في عام 2010، حصل على بادما بوسان من قبل حكومة الهند. وهو معروف باسم موتسارت آسيا. في عام 2009، غنى شعاره المتكرر «الحمد لله» بلغته الأم، التاميل، على المسرح الكبير الذي أقيم في حفل توزيع جوائز الأوسكار الحادي والثمانين في عام 2009. تاميل راتنا في عام 2017 تم تكريم جمعية التاميل الأمريكية بهذه الجائزة.
درس الموسيقى الغربية على يد السيد دانراج الذي كان ماهرًا في التعامل مع الآلات الموسيقية الغربية.

## حكمة حياتية
ولد راغومان في 6 يناير 1966 في تشيناي، تاميل نادو. اسم ولادته هو أروناتشالام شيخار ديليب كومار. اسم الأم هو كاستوري. اسم الأخت أ. تم العثور على R. ريهانا. نجل الأخت ج. الخامس. براكاش كومار (ممثل). الأخت الصغرى فاطمة وعشرات وسكالاي راغومان (ممثل). بدأ مسيرته الموسيقية في عام 1985. عائلته موسيقية. كان والده ر. ك. عمل شيخار في صناعة السينما المالايالامية. فقد والده في سن مبكرة. بعد ذلك تعلم العزف على البيانو والهرمونيوم والغيتار من خلال استئجار آلات والده الموسيقية لأن العائلة لم يكن لديها دخل. تعلم ذنرج الموسيقى بشكل رسمي من السيد. في سن الحادية عشرة، انضم ليرجع إلى فرقة موسيقية لعزف لوحة المفاتيح. ثم م. س. عمل فيسواناثان مع العديد من الملحنين بما في ذلك راميش نايدو، ذاكر حسين وكوناكودي فيدياناثان. تخرج من كلية ترينيتي للموسيقى بدرجة في الموسيقى الكلاسيكية.
اسم زوجته شيرينا بانو. ولديهما ثلاثة أطفال: خديجة وكيما رحمانية وأمين.
في عام 1992، أنشأ استوديو موسيقى في منزله. كان روجا ماني راتنام، الذي صدر في نفس العام، بمثابة نقطة تحول في حياته المهنية. أصبحت جميع أغاني الفيلم مشهورة. حصل على أول جائزة وطنية له. في وقت لاحق، في عام 1997، حصل على الجوائز الوطنية لعمله في الفيلم الهندي لاجان في عام 1997، وفي عام 2003، في فيلم كاناثال موتاميدال.
أصبح موته ناجحًا في سابا وبدأت شهرته تنتشر في جميع أنحاء العالم. أم، الذي استحوذ عليه في عام 2012، هو أحدث استوديو تسجيل في آسيا.

## السنوات الأولى في الموسيقى
منذ أن فقد رحمن والده في سن التاسعة، قام بتأليف الموسيقى للإعلانات التجارية. شارك في إنتاج أفلام إعلانية مع تريلوك وشاردا. من خلال هذا، أصبح الرحمن يتمتع بشعبية كبيرة. قام رحمن بتأليف الموسيقى لأكثر من 300 فيلم إعلاني بما في ذلك Boost و Asian Paints و Airtel و Leo Coffee.

## وصلات خارجية
- الموقع الرسمي
- حفيظ الله رحمان على موقع IMDb (الإنجليزية)
- حفيظ الله رحمان على موقع الموسوعة البريطانية (الإنجليزية)
- حفيظ الله رحمان على موقع ألو سيني (الفرنسية)
- حفيظ الله رحمان على موقع ميوزك برينز (الإنجليزية)
- حفيظ الله رحمان على موقع تيرنر كلاسيك موفيز (الإنجليزية)
- حفيظ الله رحمان على موقع أول موفي (الإنجليزية)
- حفيظ الله رحمان على موقع بوكس أوفيس موجو (الإنجليزية)
- حفيظ الله رحمان على موقع قاعدة بيانات برودواي على الإنترنت (الإنجليزية)
- حفيظ الله رحمان على موقع قاعدة بيانات برودواي على الإنترنت (الإنجليزية)
- حفيظ الله رحمان على موقع قاعدة بيانات برودواي على الإنترنت (الإنجليزية)